# Zbigniew Seweryn
Zbigniew Seweryn (ur. 5 lutego 1956 w Krakowie) – polski malarz, ilustrator książek dla dzieci.

## Życiorys
Studiował na wydziale form przemysłowych Akademii Sztuk Pięknych w Krakowie. Tworzy w konwencji magicznego realizmu fantastycznego, bazując na precyzyjnej wzorowanej na dawnych mistrzach technice obrazowania Hieronima Boscha, Pietera Bruegla. Preferuje stare techniki malarskie, olej/akryl na płótnie, tempera, tusz. Od roku 1994 współpracuje z wieloma wydawnictwami w kraju i zagranicą. Zilustrował kilkadziesiąt książek dla dzieci i dorosłych dla wielu znaczących wydawnictw, m.in. Zielona Sowa, Skrzat, Wilga, Buchmann, Publicat, SP Kraków i wielu innych.

## Ważniejsze wystawy
Zbigniew Seweryn prezentował swoje prace na wystawach indywidualnych oraz zbiorowych:
- 1976 pierwsza wystawa autorska: Galeria Kossakówka, Kraków, Polska
- 1976 Piwnica pod Baranami, Kraków, Polska
- 1980 Galeria Jednej Nocy, SCK Uniwersytetu Jagiellońskiego z grupą OSSJAN
- 1981 EndWerkGallerie Heilbronn, Niemcy
- 1981 Galeria FORUM Kraków, Polska (I nagroda za obraz "Kraina szczęśliwości")
- 1984 Galeria Floriańska 34, Kraków, Polska
- 1986 Galeria Spectra Stuttgart, Niemcy
- 2008 Galeria Floriańska 22, Kraków, Polska
- 2011 Kunst in Blauen Haus, Dortmund, Niemcy
- 2011/2012 galeria Alte Muhle, Bonen, Niemcy
- 2012 Der Rote Faden, Kamen, Niemcy
- 2014 Wieża Sztuki, Kielce, Polska